# Valerio Publicola (padre di Melania)
Valerio Publicola (in latino Valerius Publicola; Roma, ... – pre 406) è stato un politico romano dell'Impero d'Occidente, membro di un'influente famiglia cristiana.

## Biografia
Publicola fu l'unico figlio sopravvissuto dei tre avuti da Melania l'anziana e fu educato come cristiano.
Quando la madre si trasferì in Oriente, nel 374 circa, Publicola era praetor urbanus. Ricoprì anche la carica di consularis Campaniae e fu patrono di Benevento.
Sposò Albina ed ebbe da lei Melania la giovane e un figlio maschio.
Morì quando Melania aveva vent'anni, probabilmente prima del 406, mentre la madre era in Africa.
Scrisse ad Agostino d'Ippona e ricevette da lui una risposta.